# Césped híbrido

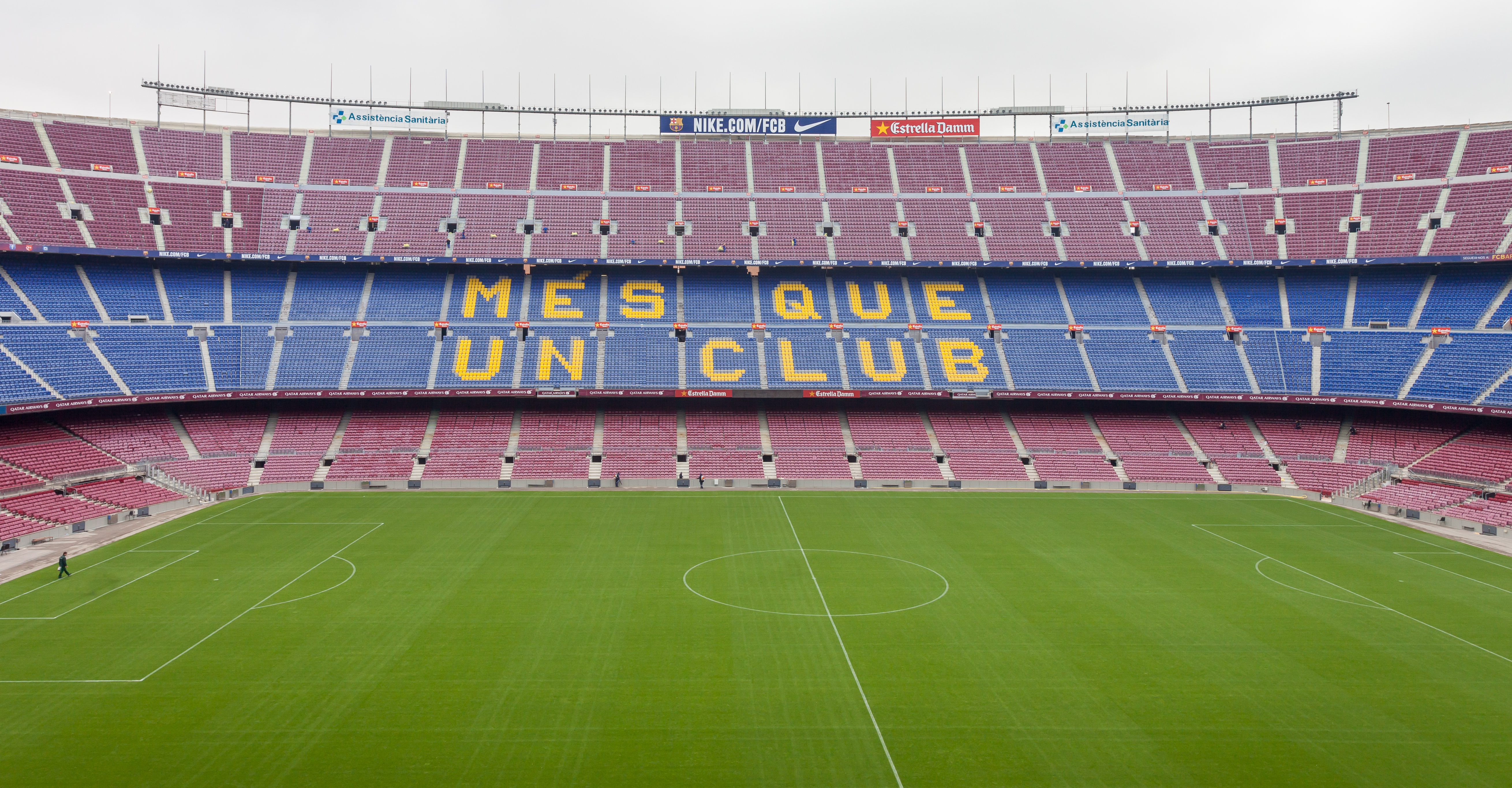
El Camp Nou es uno de los estadios que utiliza césped híbrido en su terreno de juego.

El césped híbrido es el resultado de agregar al césped natural un refuerzo de fibras de césped artificial o mallas de material sintético. Es especialmente utilizado para campos deportivos donde se realizan competencias de alto nivel, ya que aporta estabilidad al suelo y reduce el número de lesiones de los deportistas, al tiempo que otorga un aspecto estético atractivo.

## Historia
Sus orígenes se remontan a mediados de la década de los 90, cuando en la ciudad inglesa de Huddersfield necesitaban un terreno lo suficientemente resistente para albergar tanto partidos de fútbol como de rugby. Fue allí donde el césped híbrido, conocido como la «tercera vía» de los céspedes en el mundo, comenzó a usarse.
Aun así, su gran debut mundial se produjo en 2010 cuando dos sedes de la Copa mundial de fútbol de Sudáfrica utilizaron tecnología híbrida por primera vez en la historia del mayor evento internacional de este deporte.
Actualmente se utiliza en campos deportivos de fútbol, rugby, fútbol americano, béisbol, golf, entre otros deportes.

## Tipos

### Césped híbrido de fibra
La variante más conocida es el césped híbrido de fibra, que está compuesto por un 96% de material natural y un 4% de fibras de césped sintético entretejidas, lo que le da más resistencia, tracciona mejor y da más estabilidad a un terreno de juego.
Normalmente, rellenan ambas capas con arena y gránulos de caucho que favorecen la aireación del subsuelo. Estas fibras sintéticas permiten el paso de las raíces que se arraigan en ella y crecen hacia la zona interior en donde están los componentes orgánicos. Asimismo, las capas de fibra sintética también guardan la temperatura del subsuelo y lo hacen más compacto. Su vida útil suele ser de unos  años.

### Césped híbrido de malla
Este sistema es básicamente una malla que recubre el suelo y por la que se entremezcla el césped. Con este método se consigue estabilizar el césped natural y protegerlo, haciéndolo más resistente. Se puede sembrar antes o después de su colocación.
La duración de este tipo de césped es menor, como mucho, se puede mantener en un estado óptimo hasta tres años.